# Niederhagen-Wewelsburg
Konzentrationslager Niederhagen, Konzentrationslager Niederhagen-Wewelsburg, Arbeitslager Niederhagen-Wewelsburg – niemiecki obóz koncentracyjny założony w maju 1939, w pobliżu zamku Wewelsburg, w Nadrenii Północnej-Westfalii w Niemczech. Funkcjonował do 2 kwietnia 1945.

## Historia Obozu
Dzieje tego obozu koncentracyjnego są specyficzne. Powstał on wiosną 1939 roku na potrzeby SS, w pobliżu zamku Wewelsburg.

### Wewelsburg
Zamek Wewelsburg powstał na początku XVII wieku (w latach 1603–1609) w dzielnicy o tej samej nazwie w miejscowości Büren. Już w 1934 roku Heinrich Himmler (Reichsführer SS) wydzierżawił zamek w wieczystą dzierżawę, zamierzając go przekształcić na główne centrum SS, miejsce kreowania przywódców SS (SS Führerkorps). Zamek miał odgrywać ważną rolę w symbolice nazistowskiej po oczekiwanym ostatecznym zwycięstwie. Wobec zbliżającej się klęski, Himmler 31 marca 1945 rozkazał w obliczu zbliżania się wojsk amerykańskich wysadzić zamek, jednak esesmani z braku ładunków wybuchowych nie zdołali wykonać tego rozkazu.

### Obóz
W maju 1939 roku pierwszych 100 więźniów zostało przysłanych do Wewelsburga z KL Sachsenhausen, tworząc „Außenkommando Wewelsburg” (niem. Außenkommando, pol. Komando zewnętrzne, przejściowa, pomniejsza forma podobozu). Do 1 września 1941 roku założony przez nich obóz był filią KL Sachsenhausen. Następnie stał się obozem autonomicznym, by z dniem 1 maja 1943 roku, po redukcji do minimalnych rozmiarów, zostać podobozem KL Buchenwald. Oficjalna nazwa KL Niederhagen pochodzi od nazwy miejscowej terenów w pobliżu zamku.
Obóz nie był duży, składał się z kilku baraków więźniarskich, budynków administracji, kuchni itp. Posiadał własne krematorium od 1942 roku. Celem obozu było zapewnienie niewolniczej siły roboczej przy przebudowie zamku, dróg dojazdowych i przeobrażeniach krajobrazu.
Obóz wyzwolili żołnierze 3. Armii amerykańskiej pod dowództwem generała George'a Pattona.

## Więźniowie i ofiary
Przez obóz przeszło prawdopodobnie około 3900 więźniów, a zmarło 1285. Największą grupę stanowili radzieccy jeńcy wojenni i Świadkowie Jehowy. Umieralność była wysoka, ze względu na wykańczającą pracę, tortury, pobicia, brak elementarnych warunków higienicznych oraz permanentne niedożywienie. Zdarzały się egzekucje.
Więźniowie, jako niewolnicza siła robocza pracowali przy budowie zamku, dróg dojazdowych, a także okolicznych pracach leśnych. W 1943 roku więźniowie przestali pracować przy zamku i większość z nich została przeniesiona do innych obozów. Pozostawiono na miejscu niewielką 50-osobową grupę do prac bieżących (Restkommando). Więźniowie ci zostali wyzwoleni 2 kwietnia 1945 roku. 

## Dzieje powojenne
Przy przejęciu przez wojska amerykańskie zamek został lekko uszkodzony przez pożar. Po wojnie odrestaurowany. Z obozu zachowało się kilka konstrukcji, brama wejściowa oraz kuchnia obozowa. Obecnie wykorzystywane jako domy mieszkalne. Powstało niewielkie muzeum, oraz niewielki pomnik w formie kilkunastu trójkątnych płyt wkopanych w ziemię.